# 耿中庸
耿中庸，中華民國外交官。畢業於中國文化大學東方語文學系俄文組／英國語文學系，1991年通過考試，進入中華民國對外貿易發展協會貿易人才培訓中心第1屆俄语班接受2年語言訓練。1994年進入外交部，曾任職於駐安卡拉臺北經濟文化代表團（駐土耳其）、駐芬蘭臺北代表處，以及擔任外交部專門委員、駐拉脫維亞臺北代表團／臺北莫斯科經濟文化協調委員會駐莫斯科代表處（駐俄羅斯）參事、駐俄羅斯代表處公使銜代表等職務。

## 職業生涯
2018年7月，駐俄羅斯代表處組長耿中庸代表中華民國教育部頒贈「教育文化專業獎章」予國際大學運動總會（FISU）俄羅斯籍會長麥斯汀，以表彰與感謝其對2017年臺北世界大學運動會的貢獻與支持。
2018年8月，耿中庸擔任駐俄羅斯代表，是自1993年7月代表處成立以來，首位能以俄語直接和該國各界人士溝通，甚至能直接使用優雅俄文開玩笑的代表。
2022年2月，俄羅斯入侵烏克蘭後，中華民國外交部除嚴厲譴責俄羅斯對烏克蘭的侵略行動，也參與國際社會對俄羅斯的經濟制裁。又傳出俄羅斯不滿外交部長吳釗燮在Twitter發文譴責俄羅斯發動「野蠻戰爭」、「我們譴責並制裁侵略者」，為此召見駐俄羅斯代表耿中庸前往俄罗斯外交部「訓斥」。吳釗燮表示確有此事，但澄清代表處與相關單位見面是經常性的事，「這個是意見交換而已，沒有（被訓斥）的狀況，沒有提到我的推文」。吳釗燮也指出，臺灣被俄羅斯列入「不友善名單」的其中之一，且對俄羅斯的譴責制裁沒有超出其他國家的範圍。6月，駐俄羅斯代表處搬遷，外交部對於是否與俄烏戰爭有關，表示有很多原因，空間或租金等因素考量都有可能，且搬遷不是短期就可以完成，沒有政治力介入。
駐俄羅斯代表耿中庸多次接受俄羅斯媒體訪問，對於臺灣與俄羅斯各領域的實質關係發表看法。